# Benjamin Reichert
Benjamin Reichert (* 17. Mai 1983 in Essen) ist ein ehemaliger deutscher Fußballspieler und aktueller Spielervermittler.

## Karriere
Benjamin Reichert durchlief ab der F-Jugend alle Jugendmannschaften von Rot-Weiß Oberhausen. In der Saison 2002/03 debütierte er am 31. Spieltag im Alter von 20 Jahren gegen den MSV Duisburg in der 2. Bundesliga. Nach dem Abstieg aus der 2. Bundesliga in der Saison 2004/05 wurde er Stammspieler in der Regionalligamannschaft, stieg jedoch mit dem Verein in die Oberliga Nordrhein ab. Mit Reichert als Kapitän gelang dem Verein allerdings der Wiederaufstieg, sodass er in der Saison 2007/08 wieder in der Regionalliga Nord spielte. In der folgenden Saison schaffte RWO sensationell die direkte Rückkehr in die 2. Bundesliga. Reichert galt dabei als Anführer der als „Malocher-Truppe“ bekannt gewordenen Mannschaft, die bei den Fans bis heute einen besonderen Status genießt. Angefangen mit der Saison 08/09 spielte Reichert mit seiner Mannschaft drei Jahre in der 2. Bundesliga und führte sie 61-mal als Kapitän auf das Spielfeld. In der Saison 08/09 wurde er zudem vom Fachmagazin Kicker in die Liste der herausragenden Innenverteidiger der 2. Bundesliga gewählt. Nach insgesamt 24 Jahren in Oberhausen wechselte Reichert zur Saison 2012/13 zum ersten und einzigen Mal den Verein und unterschrieb einen Vertrag beim Wuppertaler SV Borussia. Nach einem Jahr in Wuppertal beendete Reichert seine Karriere im Alter von 30 Jahren.

## Privates
1997 gründete Benjamin Reichert unter anderem mit seinen Brüdern Ralf und Tim Reichert den E-Sport-Clan SK Gaming, der heute zu den weltweit erfolgreichsten Clans gehört. Im Anschluss an seine Karriere begann Reichert eine Tätigkeit in der Beraterfirma KL Sportsbase, wo er sich vor allem um die Betreuung von Nachwuchsspielern kümmert.